# Kamenný Újezd (quận České Budějovice )
Kamenný Újezd (tiếng Đức: Steinkirchen) là một ngôi làng và vùng đô thị (obec) ở quận České Budějovice thuộc khu vực Nam Bohemian của Cộng hòa Séc.
Quận này có diện tích 28,96 kilômét vuông (11,18 dặm vuông Anh)     và có dân số 2.148 (số liệu ngày 31 Tháng 12 năm 2007).
Kamenný Újezd nằm ở khoảng 9 kilômét (6 mi)   phía nam České Budějovice và 132 km (82 mi)     phía nam Prague.
- Tư liệu liên quan tới Kamenný Újezd (České Budějovice District) tại Wikimedia Commons